# Банк Мозамбика
Банк Мозамбика (порт. Banco de Moçambique) — центральный банк Мозамбика.

## История
В 1854 году администрацией колонии начат выпуск бумажных денег в рейсах. В основном они обращались в пределах Лоренсу-Маркеша и не играли заметной роли в денежном обращении колонии.
29 января 1878 года начат выпуск в обращение банкнот Национального заморского банка.
В 1916 году Компания Мозамбика получила согласие Национального заморского банка на открытие банка в Бейра. Банк Бейра начал работу и выпуск банкнот в 1919 году. В 1929 году эмиссионное право Банка Бейры было передано непосредственно Компании Мозамбика, создавшей для этой цели Эмиссионную кассу. Эмиссия банкнот компании начата в 1930 году.
В 1919—1922 годах выпускались также муниципальные денежные знаки.
Унификация денежного обращения в Мозамбике была достигнута в 1953 году. Единственным эмиссионным центром стал Национальный заморский банк.
Подписанное 7 сентября 1974 года в Лусаке соглашение между португальским правительством и ФРЕЛИМО предусматривало создание в Мозамбике центрального банка и передачу ему активов и пассивов отделения Национального заморского банка. 14 мая 1975 года принят закон, наделяющий переходное правительство правом создания центрального банка. 17 мая 1975 учреждён Банк Мозамбика.
В 1978 году отделение Национального заморского банка прекратило работу.

## Управляющий центральным банком Мозамбика
- Малеяни, Адриану (1991 — 2006)